# Smolenská oblast
Smolenská oblast je jednou z oblastí Ruské federace. Hlavním městem oblasti je Smolensk. Těží se zde rašelina a uhlí, rozvinutý je zejména průmysl strojírenský, elektrotechnický, letecký, průmysl plastických hmot, textilní, mlékárenský a potravinářský. V oblasti se nachází Dorogobužská elektrárna a Smolenská jaderná elektrárna. Ze zemědělství vyniká zejména pěstování obilnin, lnu a brambor a chov skotu prasat a koní.

## Historie
Smolenská oblast byla vytvořena 14. ledna 1929.

## Oblastní symboly

### Vlajka
Vlajka Smolenské oblasti je tvořena červeným listem o poměru stran 2:3, se dvěma vodorovnými, žlutými proužky v dolní části. Poměr šířek pěti pruhů je 60:5:20:5:10. V horním, červeném pruhu je, ve vzdálenosti 1/5 délky listu, umístěn malý znak oblasti (štít pod korunou).